# Partidul Democrat (Statele Unite ale Americii)
Partidul Democrat este unul dintre cele două partide politice majore contemporane din Statele Unite ale Americii. De la sfârșitul anilor 1850, principalul său rival politic a fost Partidul Republican. Partidul a fost fondat în 1828, fiind cel mai vechi partid politic activ din lume.
Pe plan social, partidul pledează pentru drepturile de avort, drepturile de vot, drepturile LGBTQIA+, acțiuni privind încălzirea globală și legalizarea marijuanei. Pe plan economic, partidul favorizează reforma sănătății, îngrijirea universală a copilului, concediul medical plătit și sindicalizarea. Pe plan extern, partidul sprijină internaționalismul liberal, precum și poziții dure împotriva Rusiei și Chinei.
Partidul este popular în rândul votanților din zonele urbane, a absolvenților de studii universitare, afro-americanilor, femeilor, tinerilor, votanților nereligioși, nemăritați și persoanelor LGBT.

## Nume și simboluri

Partidul Democrat-Republican s-a separat în 1824 în Partidul Republican Național de scurtă durată și în mișcarea din Jackson, care în 1828 a devenit Partidul Democrat. Inițial, partidul a folosit termenul „Democrația”.
Măgarul, simbolul neoficial al Partidului Democrat, provine de la adversarii lui Andrew Jackson, care l-au numit pe acesta „jackass” (măgar), un termen pe care îl considerau ridicol și care făcea referire la un animal încăpățânat. Deși nu este un simbol oficial al partidului, măgarul a devenit asociat cu acesta și a fost utilizat frecvent, fiind chiar adoptat ca simbol oficial în 1844. și a devenit numele oficial în 1844.

## Structură
Partidul Democrat din Statele Unite este structurat pe mai multe nivele, fiecare având roluri și responsabilități specifice:
- Comitetul național este responsabil pentru promovarea activităților campaniilor electorale și supraveghează procesul de redactare a Platformei Democratice. Deși comitetul se concentrează pe strategia electorală și organizațională, nu se ocupă direct de politica publică.
- Fiecare stat are un comitet de stat, care include membri aleși și membri de drept (de obicei, oficiali aleși și reprezentanți ai unor constituențe majore). Aceste comitete coordonează activitățile campaniilor și pot organiza convenții locale sau primare. De asemenea, comitetele de stat au un rol important în nominalizarea candidaților pentru funcții elective la nivel statal.
- Partidul mai are comitete pentru campaniile congresului și senatului, legislaturilor, guvernatorilor, primarilor și tineretului.

## Președinți americani promovați de Partidul Democrat
Până în anul 2021, au existat în total 16 președinți ai Statelor Unite care au fost aleși candidând din partea Partidului Democrat.
| #  | Nume                  | Portret       | Stat          | Președinția data începerii | Președinția data finisării |
| -- | --------------------- | ------------- | ------------- | -------------------------- | -------------------------- |
| 7  | Andrew Jackson        |               | Tennessee     | 4 martie 1829              | 4 martie 1837              |
| 8  | Martin Van Buren      |               | New York      | 4 martie 1837              | 4 martie 1841              |
| 11 | James K. Polk         |               | Tennessee     | 4 martie 1845              | 4 martie 1849              |
| 14 | Franklin Pierce       |               | New Hampshire | 4 martie 1853              | 4 martie 1857              |
| 15 | James Buchanan        |               | Pennsylvania  | 4 martie 1857              | 4 martie 1861              |
| 17 | Andrew Johnson        |               | Tennessee     | 15 aprilie 1865            | 4 martie 1869              |
| 22 | Grover Cleveland      |               | New York      | 4 martie 1885              | 4 martie 1889              |
| 24 | Grover Cleveland      | 4 martie 1893 | New York      | 4 martie 1897              |                            |
| 28 | Woodrow Wilson        |               | New Jersey    | 4 martie 1913              | 4 martie 1921              |
| 32 | Franklin D. Roosevelt |               | New York      | 4 martie 1933              | 12 aprilie 1945            |
| 33 | Harry S. Truman       |               | Missouri      | 12 aprilie 1945            | 20 ianuarie 1953           |
| 35 | John F. Kennedy       |               | Massachusetts | 20 ianuarie 1961           | 22 noiembrie 1963          |
| 36 | Lyndon B. Johnson     |               | Texas         | 22 noiembrie 1963          | 20 ianuarie 1969           |
| 39 | Jimmy Carter          |               | Georgia       | 20 ianuarie 1977           | 20 ianuarie 1981           |
| 42 | Bill Clinton          |               | Arkansas      | 20 ianuarie 1993           | 20 ianuarie 2001           |
| 44 | Barack Obama          |               | Illinois      | 20 ianuarie 2009           | 20 ianuarie 2017           |
| 46 | Joe Biden             |               | Delaware      | 20 ianuarie 2021           | 20 ianuarie 2025           |